# William Harley
Pour les articles homonymes, voir William, Harley et Harley-Davidson.
William Harley (William Sylvester Harley) (29 décembre 1880 - 18 septembre 1943) est un ingénieur en mécanique américain, industriel. Il est l'inventeur du moteur V-twin Harley-Davidson. Il est cofondateur avec les frères William, Walter, et Arthur Davidson, de la marque de moto Harley-Davidson en 1903. Un des plus importants constructeurs de moto du monde, et une des marques emblématiques cultes de l'Histoire de l'Amérique, des bikers, et du Rêve américain).

## Biographie

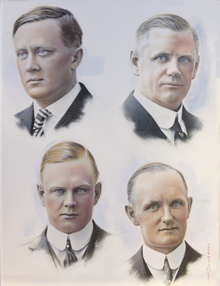
William Harley et les frères Davidson, William, Walter et Arthur Sr, fondateurs de Harley-Davidson en 1903.

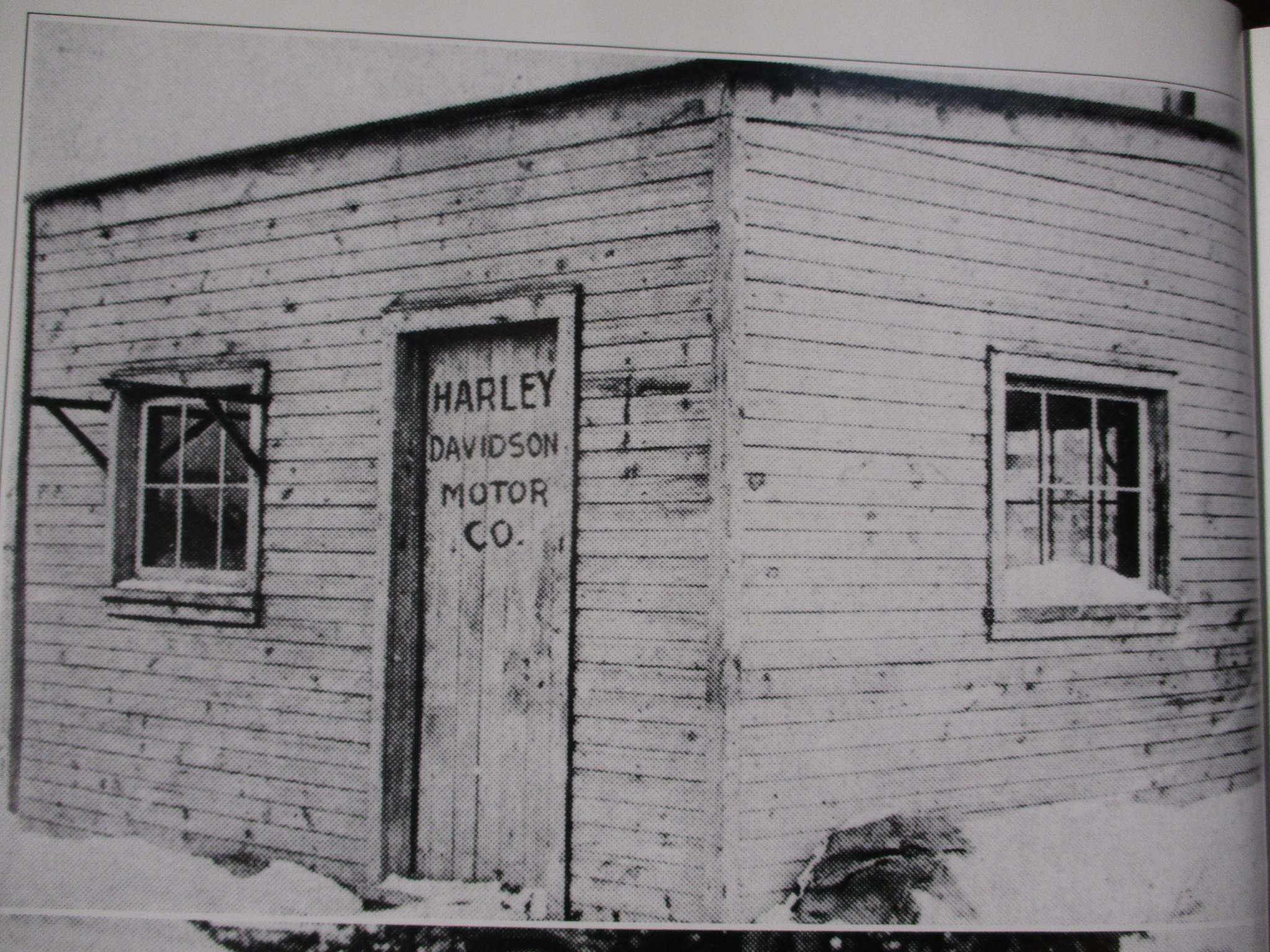
Première cabane / usine historique Harley-Davidson Motor Co. (1903-1906) du jardin du domicile des Davidson, à Milwaukeeentre

William Harley naît en 1880 à Milwaukee dans le Wisconsin, fils de William Harley (senior) (ingénieur des Chemins de fer) et Mary Smith, couple d'anglais immigré aux États-Unis en 1859. Il entre en apprentissage en mécanique en 1895, à l'âge de 15 ans, dans une usine de bicyclettes du nord de Milwaukee, puis comme dessinateur technique dans un cabinet d'architecte. 
Passionné, William est inspiré par l'invention des premières motos de l'histoire de l'automobile (Daimler Reitwagen de 1885, tricycles à moteur De Dion-Bouton des années 1890, Hildebrand et Wolfmüller de 1894...). Il fabrique à partir de 1900 un premier prototype de moto. En adaptant sur une bicyclette un moteur à quatre temps monocylindre de sa propre conception, de 400 cm³, 3 cheval-vapeur, à transmission directe par courroie en cuir, pour une vitesse de pointe de 56 km/h. Les trois premiers prototypes « Silent Grey Fellow » (compagnon gris silencieux, en anglais, en raison de leur couleur grise et de leur silencieux) sont conçus et fabriqués avec succès en deux ans, vendus 200 dollars l'unité, avec l'aide de ses amis d'enfance, les frères Arthur, William, et Walter Davidson, dans la cuisine du logement du 38 Highland Boulevard des parents de ces derniers. 
Harley-Davidson est officiellement fondé le 28 août 1903 (considéré comme l'An-0 de la marque). Tout commence dans un petit hangar en bois d'environ 3 x 5 m, avec Harley-Davidson Motor Co peint à la main sur la porte, dans le jardin de la maison de famille des Davidson. À cette époque les États-Unis comptent alors en 1902-1903 plus de 200 constructeurs artisanaux pionniers de motos, dont Indian, Triumph, Excelsior. En 1905 Harley-Davidson produit une quinzaine de motos, une cinquantaine en 1906 avec 6 employés. C'est à cette date que l'usine Harley Davidson s'installe sur Chestnut Street (actuel siège social historique de l'avenue Juneau de Milwaukee ou est transféré un temps la cabane d'origine, souvenir symbolique des débuts de ses fondateurs. 

Musée Harley-Davidson de Milwaukee
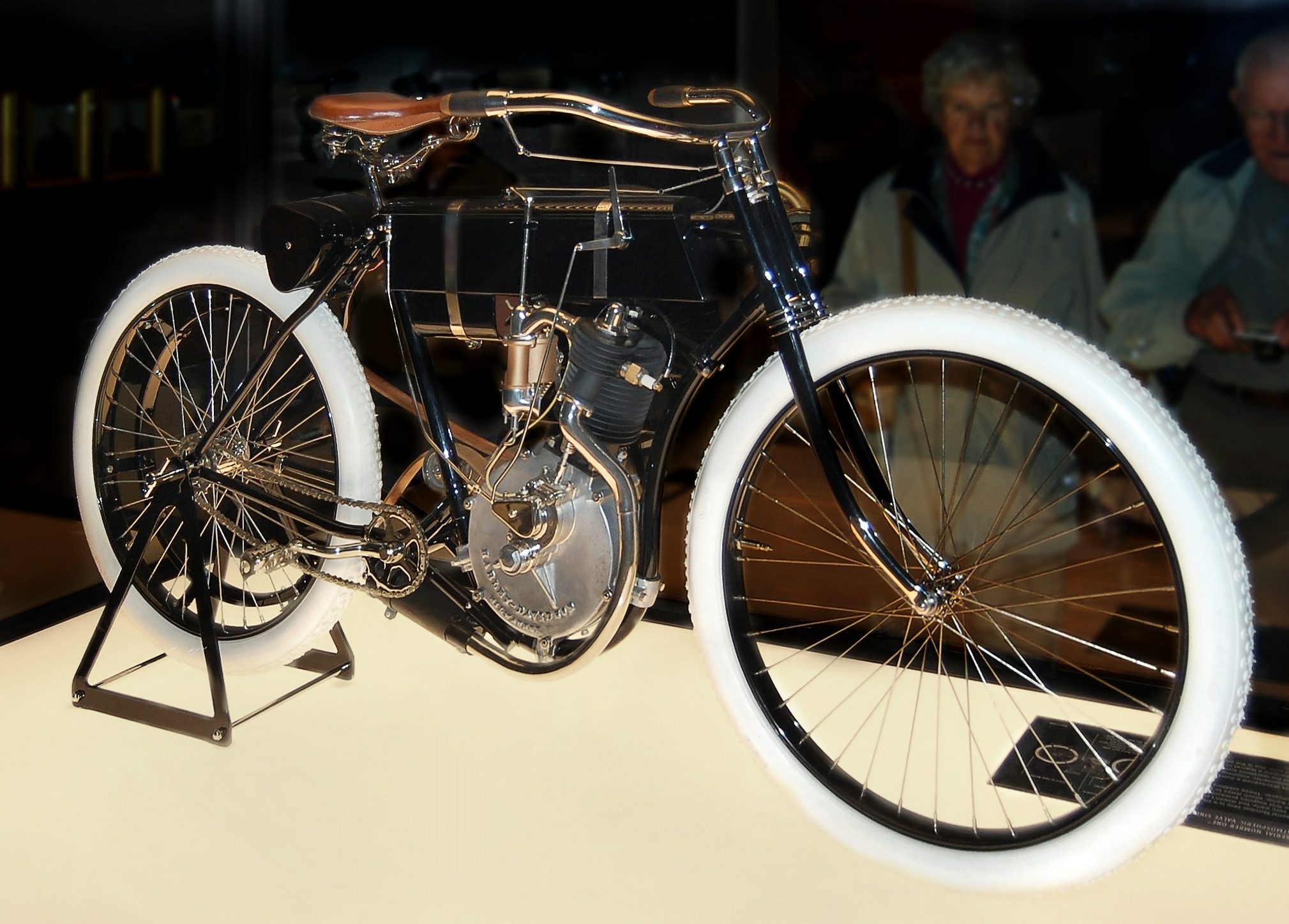
Harley-Davidson 1 de 1905
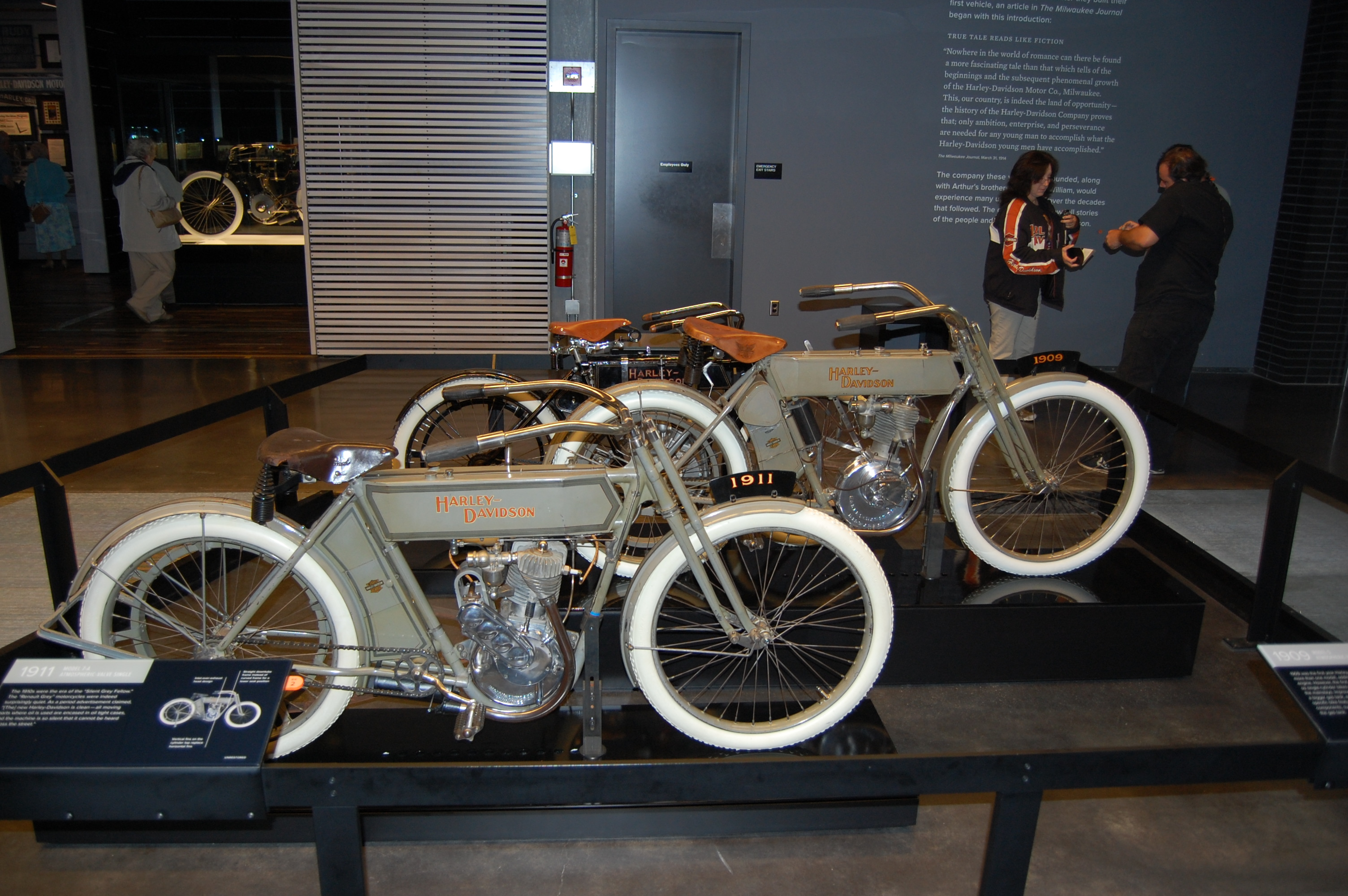
Harley-Davidson 7A de 1909 & 1911
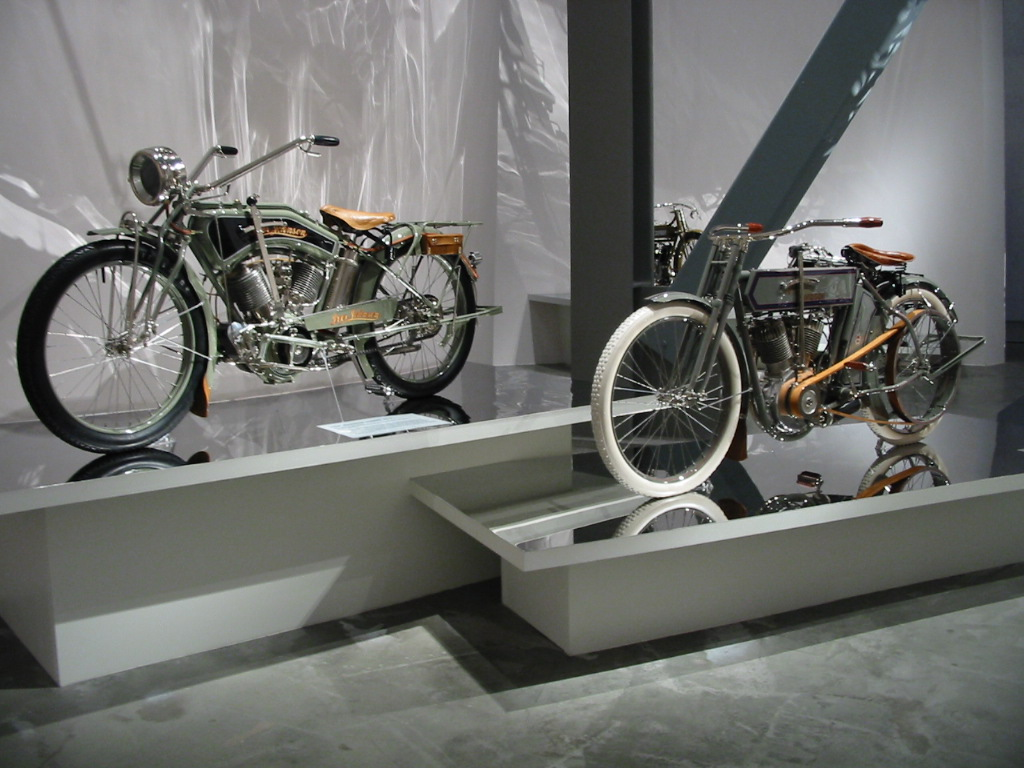
Harley-Davidson 7D avec premier V-twin (à droite)
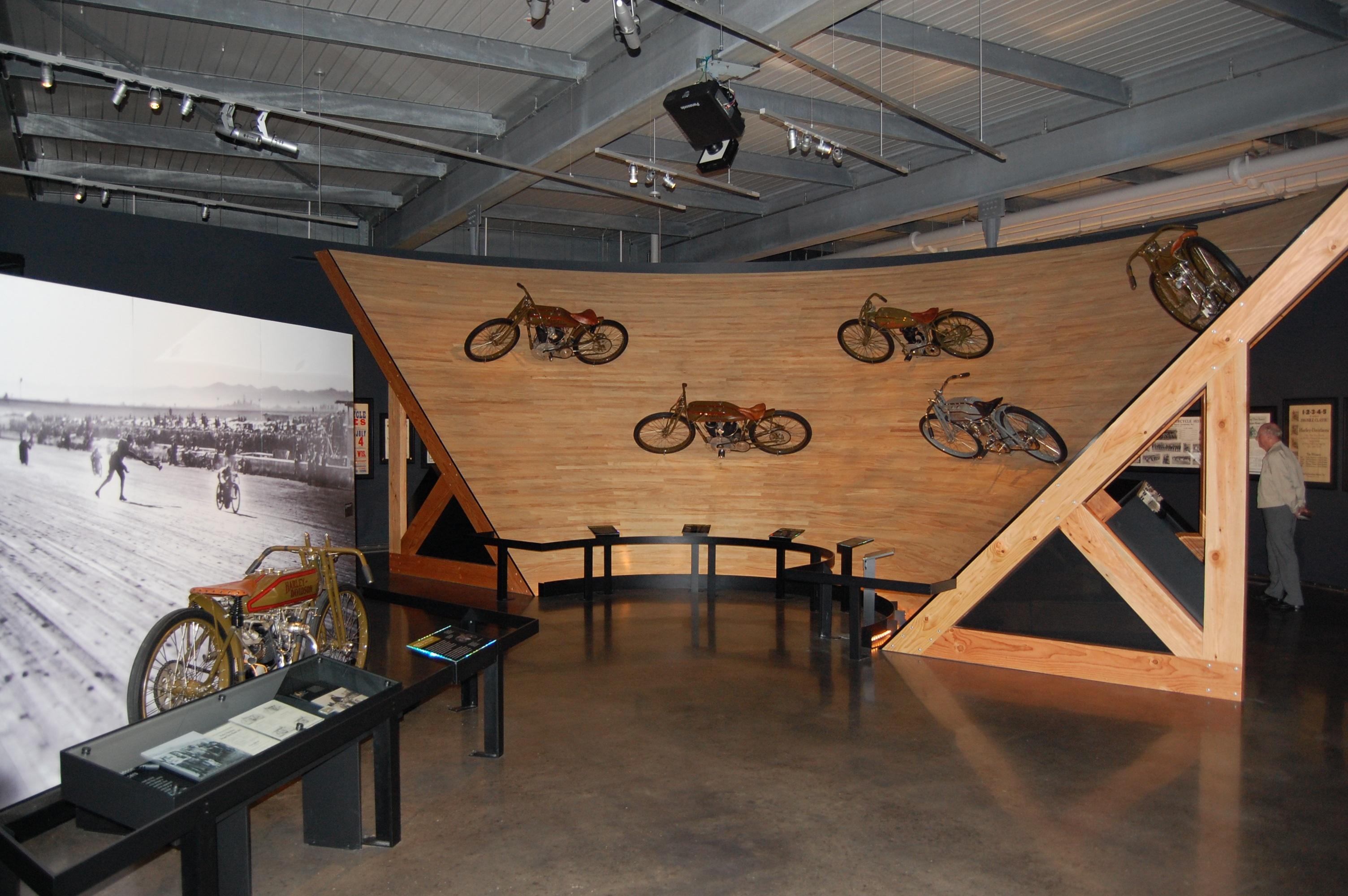
Salle compétition
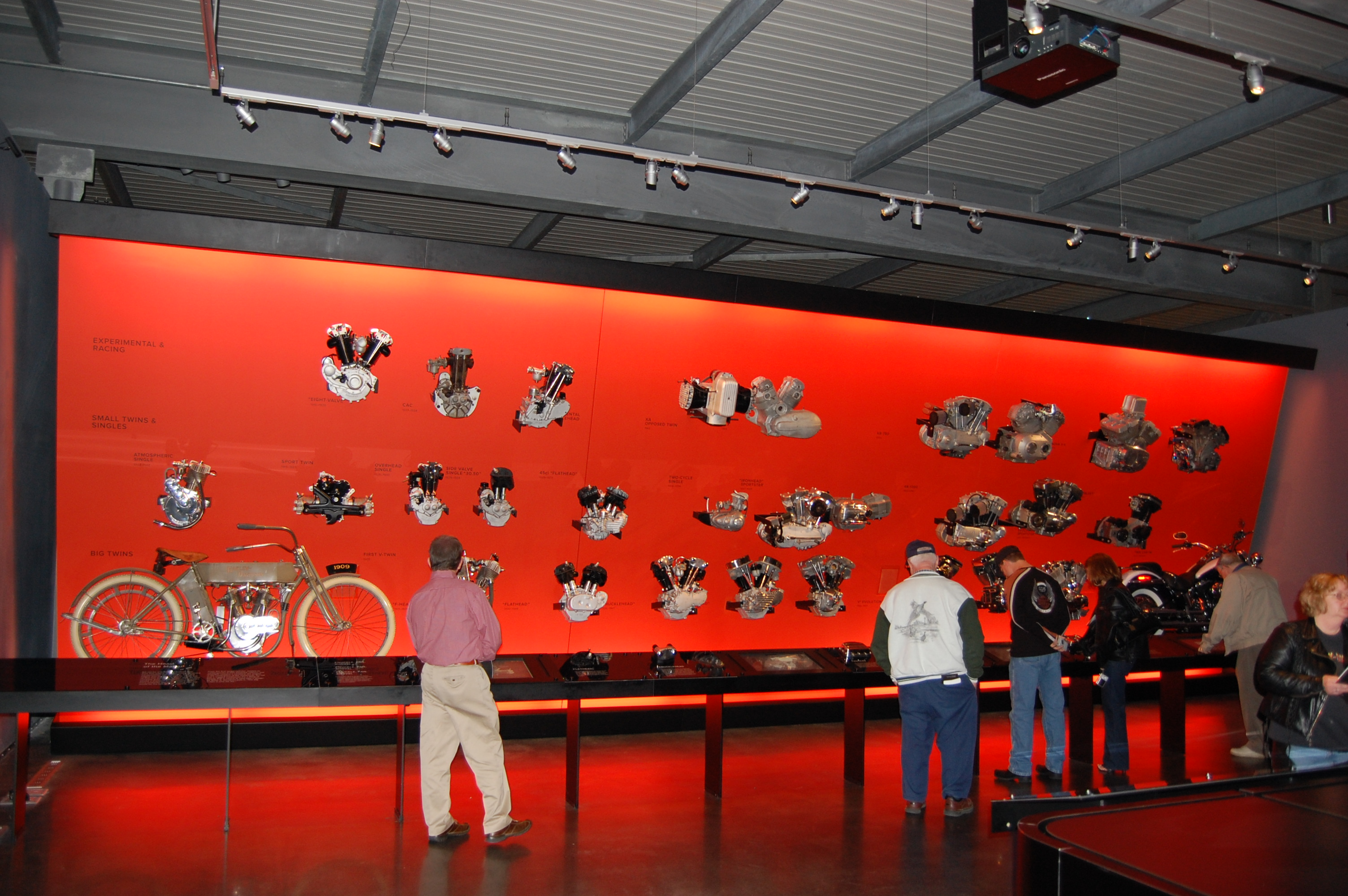
Salle des moteurs

William Harley s'inscrit à l'Université du Wisconsin à Madison, pour parfaire ses connaissances en génie mécanique, dont il sort ingénieur en 1907. Il officialise la société Harley-Davidson Motor Company de Milwaukee le 22 septembre 1907 au bureau du registre du commerce et des sociétés, avec quatre associés : William Harley (ingénieur en chef), Walter Davidson (président), Arthur Davidson (directeur commercial), et William Davidson (vice-président et directeur de la production). Ils s'associent avec le fabricant de moteurs Hors-bord Evinrude Outboard Motors de Ole Evinrude à Milwaukee. 

Quelques modèles historiques
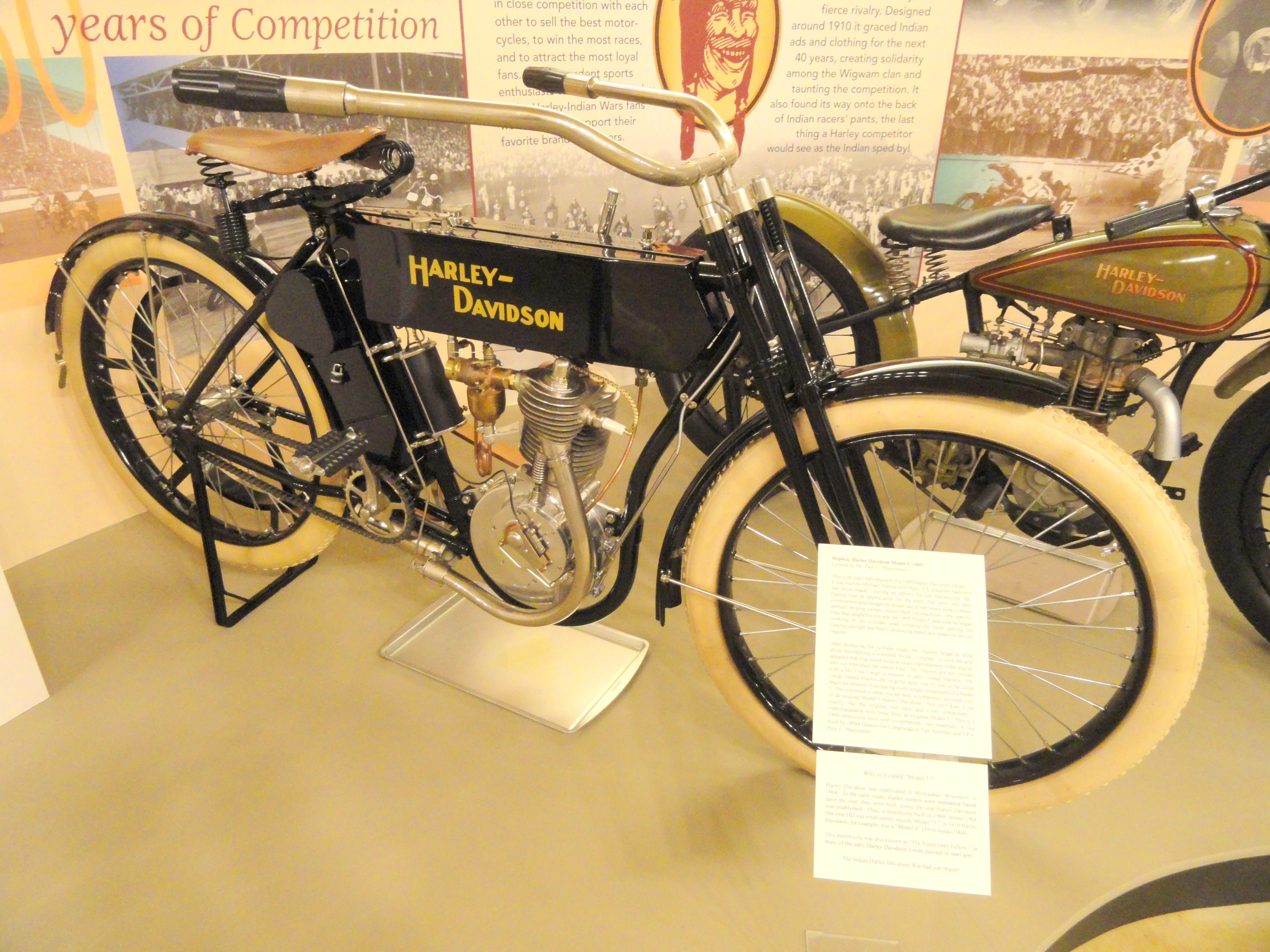
Harley-Davidson 5
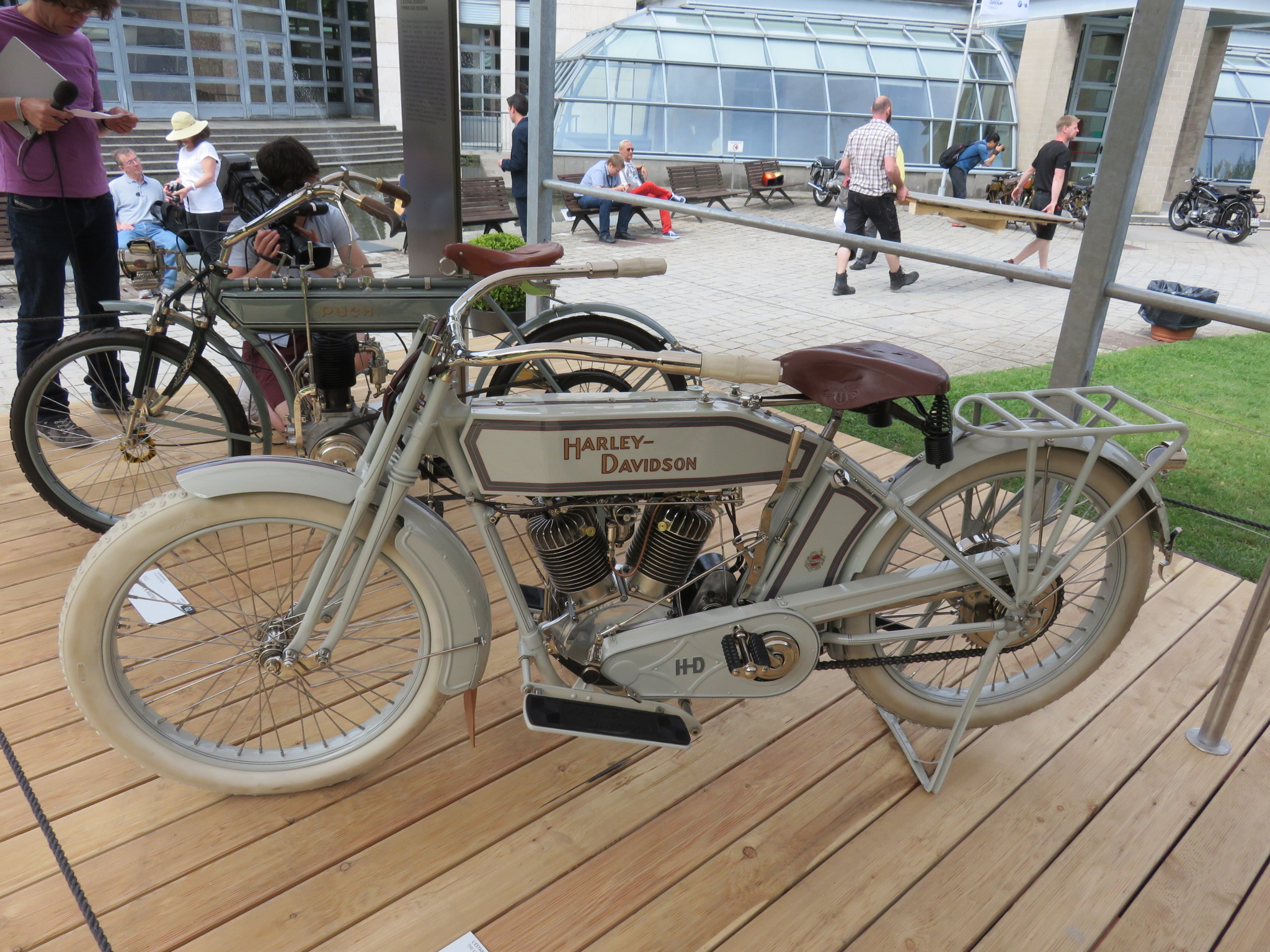
Harley-Davidson 10 à Moteur V-twin de 1914
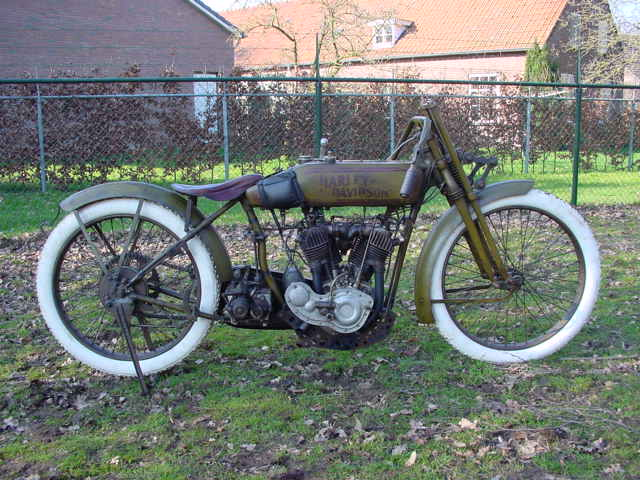
Harley-Davidson F de 1925
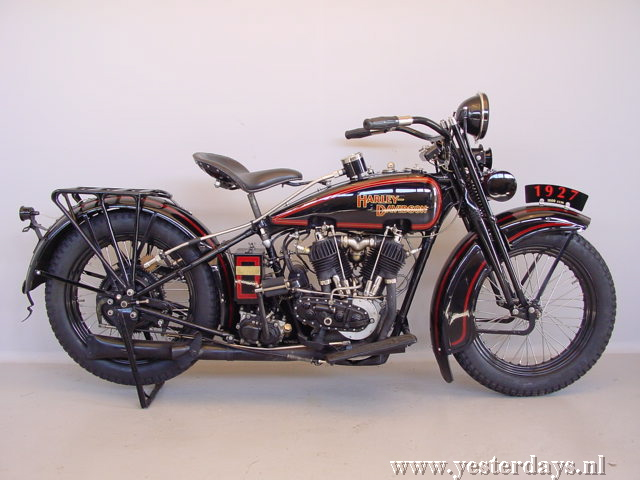
Harley-Davidson J de 1927
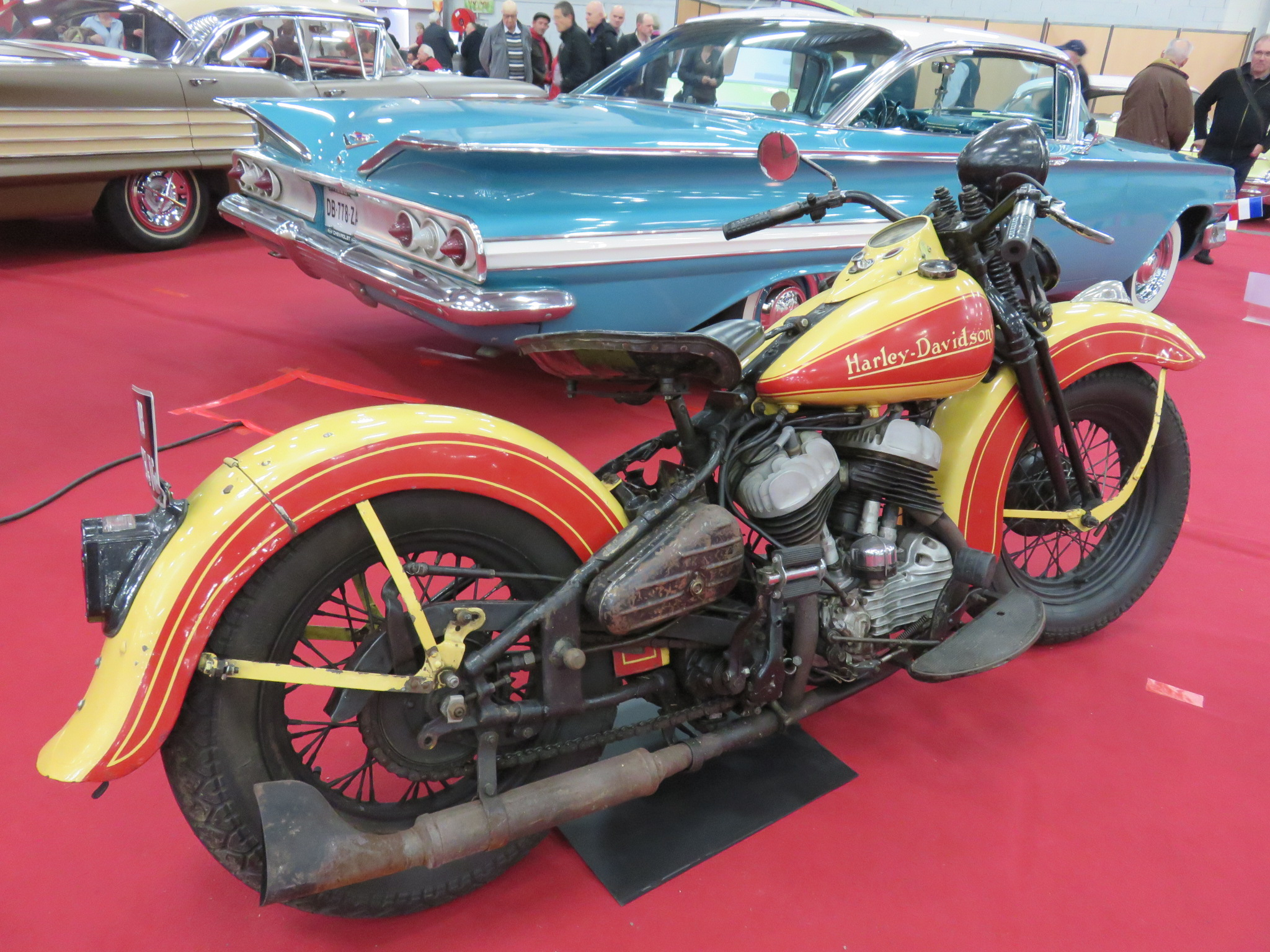
Harley Davidson 750 LC de 1942
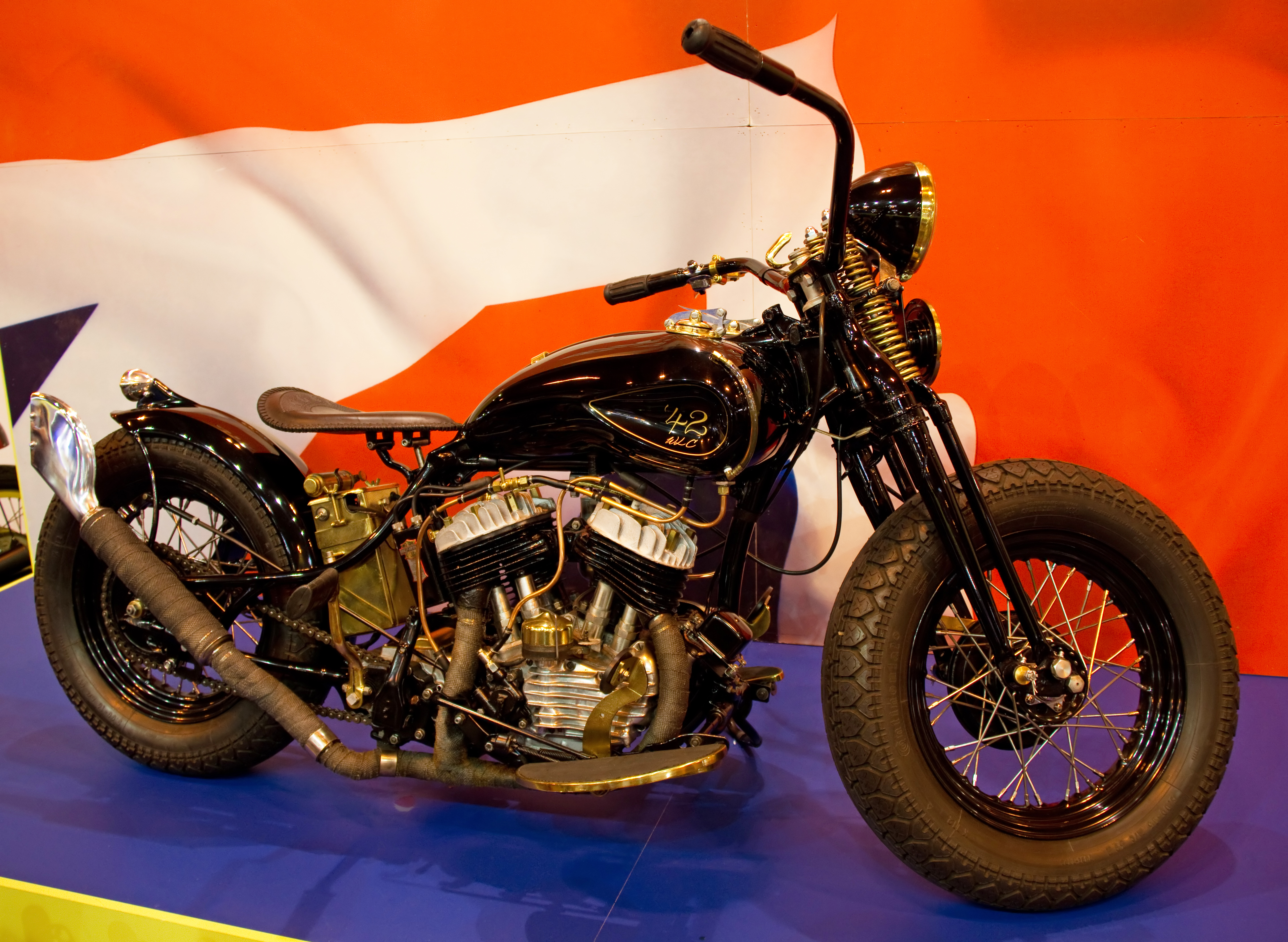
Harley Davidson WLC Custom de 1942

En 1908 William Harley crée son célèbre moteur V-twin Harley-Davidson. Il greffe sur son monocylindre Silent Grey Fellow Model-0 d'origine un second cylindre en V, à 45°. La culasse et cylindres sont moulés d'une seule pièce, à soupapes d'admission culbutées. Ce moteur de 811 cm³, pour 7 ch, permet d'atteindre 96 km/h de vitesse de pointe. La moto de série est robuste, fiable et la plus rapide de l'époque, avec la célèbre sonorité caractéristique du moteur qui contribue à sa légende. Cette même année Henry Ford (après avoir lui-même fabriqué son premier prototype de Ford Quadricycle de 1896 dans la remise à charbon de son domicile personnel) révolutionne le monde de l'industrie mondiale en instaurant le Fordisme dans ses usines Ford de Détroit, pour fabriquer ses Ford T à plus de 16 millions d'exemplaires. En 1908 Harley-Davidson compte 35 employés pour produire un millier de motos annuelles. Le succès des 3000 exemplaires de Harley-Davidson 7D à moteur V-twin, vendus en 1910, impose la firme jusqu'à ce jour parmi les leaders mondiaux, avec Indian. En 1920, Harley-Davidson devient officiellement durant de nombreuses années, le plus important fabricant de motos, accessoires, et produits dérivés du monde, avec plus de 28000 machines, fabriquées par 2400 employés, et vendues par des concessions de plus de 60 pays du monde...

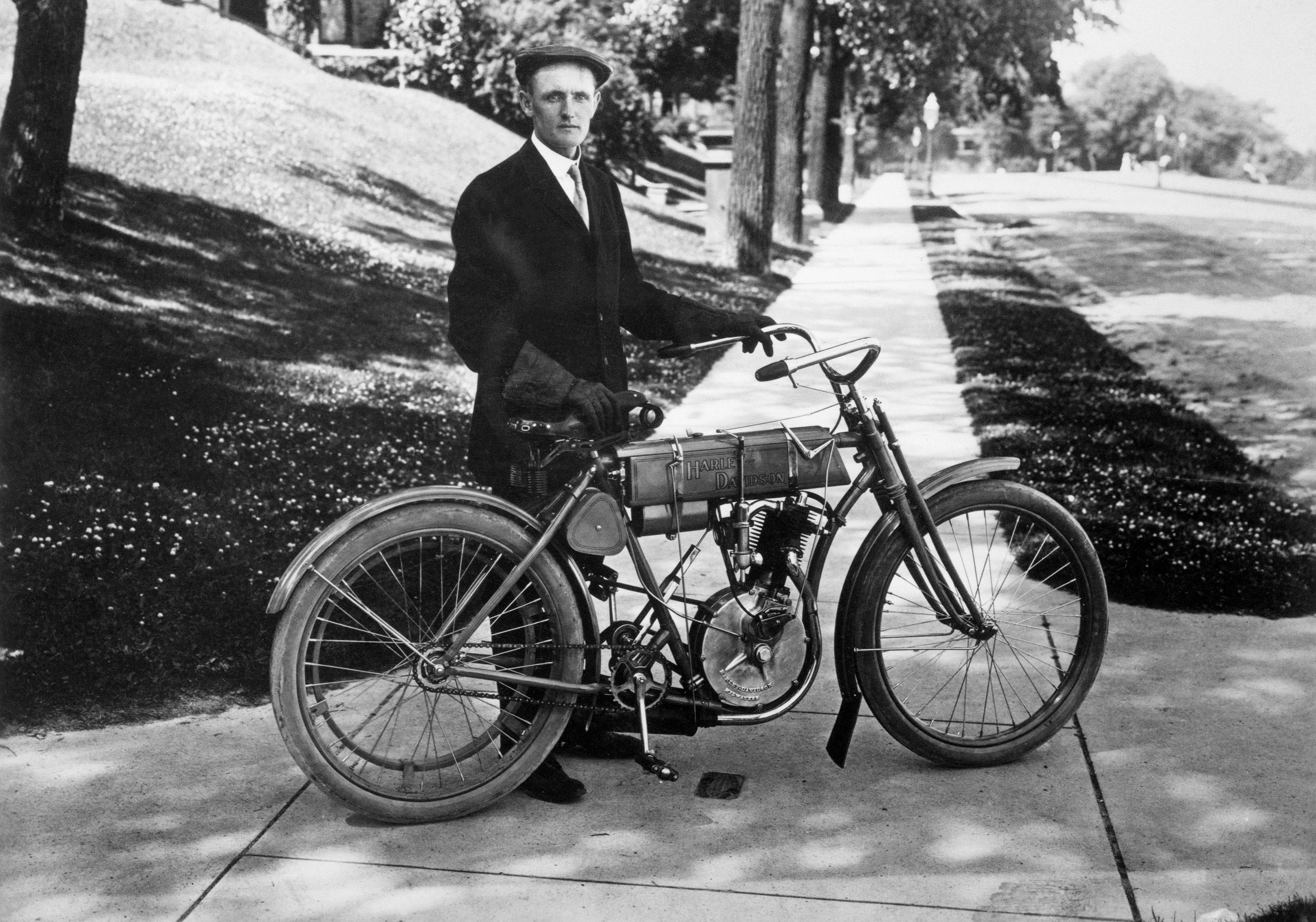
Walter Davidson en 1908
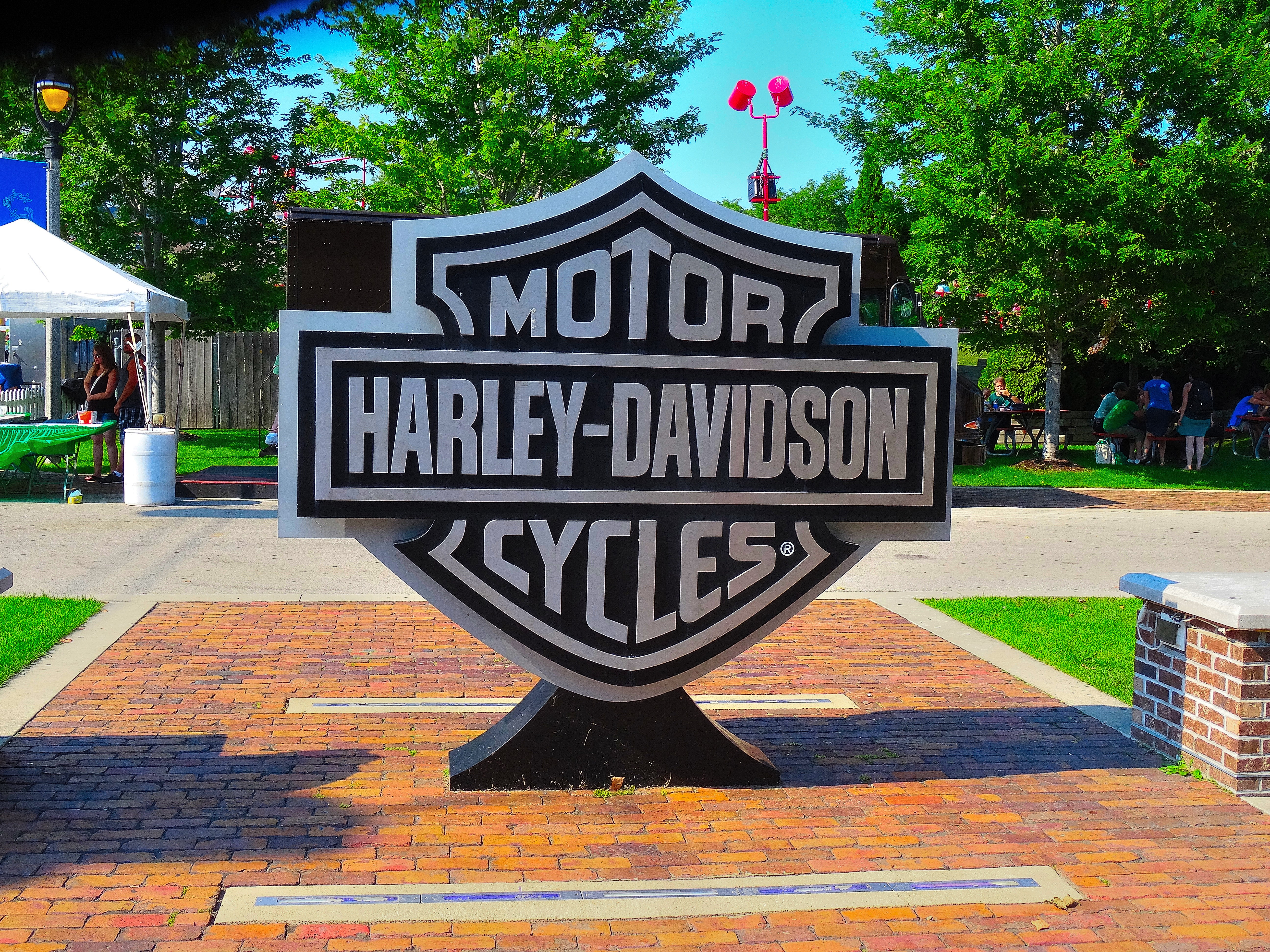
Logo Harley-Davidson de Milwaukee
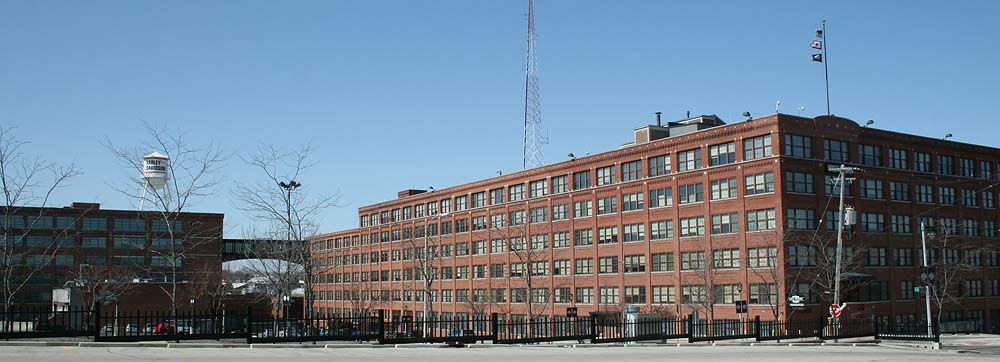
Siège et usine historique Harley-Davidson de 1906, de l'avenue Juneau de Milwaukee
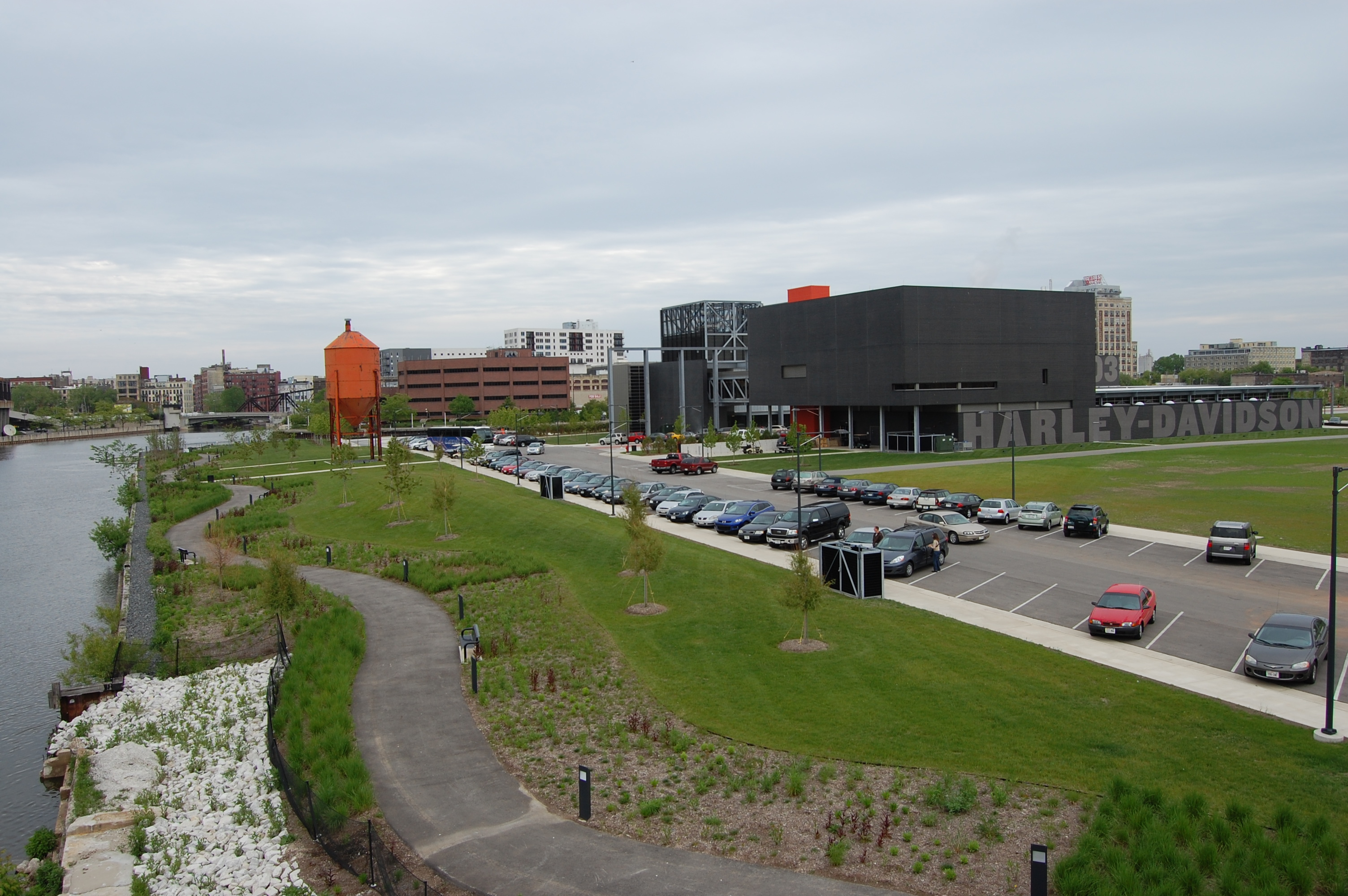
Musée Harley-Davidson de Milwaukee de 2008

Chef du bureau d'étude et concepteur acharné prolifique il fut durant toute sa vie à l'origine de nombreux moteurs, modèles, produits dérivés, pièces et brevets de la firme. William Harley disparaît d'une crise cardiaque le 18 septembre 1943 à Milwaukee à l'âge de 62 ans. Il est intronisé au Motorcycle Hall of Fame (Musée du Temple de la renommée de la Moto) de Columbus dans l'Ohio en 1998. En 2004, avec ses associés Davidson, il est intronisé au Temple de la renommée du Travail (Labor Hall of Honor) du Département du Travail des États-Unis, à Washington DC pour avoir « utilisé et cru en leurs produits et compter sur le dévouement de leurs employés pour produire des motos de qualité ».

## Vie privée
William Harley épouse Anna Jachthuber en 1910, avec qui il a deux fils et une fille.

## Anecdotes
- Il ne reste rien à ce jour des premiers prototypes de la marque « Silent Grey Fellow » fabriqués entre 1900 et 1904. Les plus anciens modèles exposés dans des musées étant des Harley-Davidson 1, fabriquées à une quinzaine d'exemplaires en 1905.

## Télévision
- 2016 : Harley and the Davidsons, série de télévisée autobiographique

## Musée et distinctions
- 1998 : intronisé au Motorcycle Hall of Fame (Musée du Temple de la renommée de la Moto) de Columbus dans l'Ohio
- 2004 : élu avec ses associés Davidson au Temple de la renommée du Travail (Labor Hall of Honor) du Département du Travail des États-Unis, à Washington DC
- 2008 : Musée Harley-Davidson de Milwaukee